# Christian Gouiffés
 (juin 2023).
 (juin 2023).
La mise en forme du texte ne suit pas les recommandations de Wikipédia : il faut le « wikifier ».
Les points d'amélioration suivants sont les cas les plus fréquents :
- Les titres sont pré-formatés par le logiciel. Ils ne sont ni en capitales, ni en gras.
- Le texte ne doit pas être écrit en capitales (les noms de famille non plus), ni en gras, ni en italique, ni en « petit »…
- Le gras n'est utilisé que pour surligner le titre de l'article dans l'introduction, une seule fois.
- L'italique est rarement utilisé : mots en langue étrangère, titres d'œuvres, noms de bateaux, etc.
- Les citations ne sont pas en italique mais en corps de texte normal. Elles sont entourées par des guillemets français : « et ».
- Les listes à puces sont à éviter, des paragraphes rédigés étant largement préférés. Les tableaux sont à réserver à la présentation de données structurées (résultats, etc.).
- Les appels de note de bas de page (petits chiffres en exposant, introduits par l'outil «  Source ») sont à placer entre la fin de phrase et le point final[comme ça].
- Les liens internes (vers d'autres articles de Wikipédia) sont à choisir avec parcimonie. Créez des liens vers des articles approfondissant le sujet. Les termes génériques sans rapport avec le sujet sont à éviter, ainsi que les répétitions de liens vers un même terme.
- Les liens externes sont à placer uniquement dans une section « Liens externes », à la fin de l'article. Ces liens sont à choisir avec parcimonie suivant les règles définies. Si un lien sert de source à l'article, son insertion dans le texte est à faire par les notes de bas de page.
- La présentation des références doit suivre les conventions bibliographiques. Il est recommandé d'utiliser les modèles {{Ouvrage}}, {{Chapitre}}, {{Article}}, {{Lien web}} et/ou {{Bibliographie}}. Le mode d'édition visuel peut mettre en forme automatiquement les références.
- Insérer une infobox (cadre d'informations à droite) n'est pas obligatoire pour parachever la mise en page.

Pour une aide détaillée, merci de consulter Aide:Wikification.
Si vous pensez que ces points ont été résolus, vous pouvez retirer ce bandeau et améliorer la mise en forme d'un autre article.
Christian Gouiffès, né le 28 août 1959 à Paris et mort le 26 février 2023 à Saint-Cloud, est un astrophysicien français.

## Formation et travaux de recherche
Après des études universitaires, Christian Gouiffès commence sa carrière au département d’astrophysique du Commissariat à l'énergie atomique et aux énergies alternatives (CEA) dans le domaine de l’étude des pulsars grâce au rayonnement gamma. Il soutient sa thèse « Étude et réalisation d’un détecteur pour l’observation des pulsars » en 1985.
Il travaille ensuite à l'observatoire européen austral (ESO) de 1986 à 1992 où il s'intéresse à l'observation des pulsars en lumière visible. C’est durant cette période qu'il est l'un des premiers observateurs de la supernova SN 1987A, qui explosa le 23 février 1987 dans le Grand Nuage de Magellan.
Il intègre le département d'astrophysique du CEA en mars 1993 pour participer à l'étude des pulsars à haute énergie à partir de données de l’expérience ballon FIGARO.
Il rejoint ensuite le projet Čerenkov Array at Thémis (CAT) de télescope imageur à effet Čerenkov atmosphérique installé sur le site de l'ancienne centrale solaire Thémis. Dans ce cadre, il prend part aux premières observations en rayons  gamma de très hautes énergies émis par des sources comme la nébuleuse du Crabe, les noyaux actifs de galaxies de type blazar, ou le vestige de la supernova Cassiopeia A.
Grâce aux connaissances acquises dans l'analyse fréquentielle des pulsars, il travaille dès 1996 sur les premières données sismiques du Soleil obtenues grâce à l’instrument GOLF, installé à bord du satellite SoHO.
À partir des années 2000 il travaille au sein de l'équipe du satellite INTEGRAL où il réalise notamment les premières mesures de la pulsation du pulsar du Crabe tout en étant actif sur la question de la polarisation du rayonnement gamma observé.
Dans le cadre d’études de polarisation multi-longueurs d’onde, il développe une étroite collaboration avec une équipe de l'université de Galway (Irlande), qui a conçu le polarimètre ultra-rapide GASP. Cet instrument sera installé sur le télescope Hale du mont Palomar (USA) en 2012, puis sur le télescope Gemini-Sud (Chili) en 2020. Il permettra d'observer d’étonnantes variations de la polarisation de la lumière du cœur de la nébuleuse du Crabe.
Au cours de la décennie 2010, Christian Gouiffès s’intéresse plus particulièrement aux sursauts radio rapides, dont l’origine astrophysique est toujours discutée. Il dirige alors l’une des campagnes multi-longueurs d’onde les plus vastes pour observer la source FRB 121102, la seule alors connue, en impliquant notamment les deux plus grands télescopes radio, celui d'Arecibo (Porto Rico) et le FAST (Chine).
Une session des journées de la Société française d’astronomie et d’astrophysique (SF2A) de juin 2023 lui est dédiée en hommage à ton travail de recherche.

## Activités de diffusion des connaissances
Christian Gouiffès était aussi impliqué dans la transmission des connaissances et participait activement aux activités de communication du département d'astrophysique et de l’Institut de recherche sur les lois fondamentales de l'univers (IRFU).
Il fut l'organisateur de l'événement commémorant les 40 ans de l'astrophysique spatiale au CEA et de l'exposition conjointe.
Il a participé à la conception et à la rédaction de l'exposition "Voyage au centre de la galaxie", exposée au Palais de la Découverte du 3 février au 3 mai 2009.
Avec ses collègues de l’IRFU, il s'est impliqué dans le festival Explor’Espace organisé par l'Association française d'astronomie à Montrouge en novembre 2021.